# Đại học Istropolitan
Đại học Istropolitan (tiếng Slovakia: Universitas Istropolitana), cũng được gọi là Học viện Istropolitan, là một trường đại học được thành lập vào thế kỷ 15, tọa lạc trong khu Phố cổ, thành phố Bratislava, Slovakia. Đây là trường đại học lâu đời nhất ở Slovakia. Ngày 23 tháng 10 năm 1963, Đại học Istropolitan được ghi danh vào Danh sách Di tích Trung ương. Năm 1961, theo Nghị quyết của Chính phủ SSR, trường đại học này được công nhận là di tích văn hóa quốc gia.

## Lịch sử
Đại học Istropolitan được vua Mátyás Corvin thành lập vào năm 1465. Ban đầu, trường đại học này giảng dạy bốn khoa: thần học, luật, y học và nghệ thuật. Các giảng viên đầu tiên của trường đến từ Đại học Vienna. Sau đó, trường có thêm nhiều giảng viên đến từ Ý và Ba Lan. Trong giai đoạn 1467 - 1471, nhà toán học, chiêm tinh học và thiên văn học nổi tiếng người Đức Johannes Müller von Königsberg đã làm việc tại trường đại học này.
Cuối thế kỷ 15 (giai đoạn 1485 - 1491), trường đại học dần rơi vào tình trạng suy tàn do chịu ảnh hưởng từ tình hình chính trị và sự qua đời của vua Mátyás Corvin (nhà tài trợ chính cho trường). Hiện nay, tòa nhà của trường đại học là trụ sở của Khoa Sân khấu thuộc Học viện Nghệ thuật Biểu diễn.